# آرت آلکساکیس
جانی بلو (به انگلیسی: Art Alexakis) (زاده ۱۲ آوریل ۱۹۶۲) موسیقی‌دان، ترانه‌سرا، بازیگر آمریکایی است.
از فیلم‌های معروف او می‌توان به بازی در فیلم متعهد اشاره کرد.